# Риксен, Фернандо
Ферна́ндо Ри́ксен (нидерл. Fernando Ricksen; 27 июля 1976, Херлен, Нидерланды — 18 сентября 2019, Эрдри, Шотландия, Великобритания) — нидерландский футболист, игравший на позициях правого и опорного полузащитника.

## Карьера

### Клубная
Воспитанник футбольной академии клуба «Рода» Керкраде. В 1993 году дебютировал в основном составе клуба «Фортуна» Ситтард, вышел вместе с клубом из первого дивизиона в высший. Следующим клубом в его карьере стал алкмарский АЗ.
В 2000 году перешёл в шотландский «Рейнджерс» за 3,6 миллиона фунтов. Стал лучшим игроком клуба в сезоне 2004/05, в некоторых матчах выходил на поле с капитанской повязкой. Также Риксен разделил звание «игрок года по версии футболистов ШПФА» с Джоном Хартсоном.
Летом 2006 года голландский тренер Дик Адвокат пригласил его в российский «Зенит». Первоначально Риксен был взят в аренду, а в ноябре 2006 года его трансфер был выкуплен. В конце лета 2009 года клуб расторг контракт с игроком за нарушение дисциплины.
После этого Риксен вернулся в клуб, в составе которого в 1993 году начинал свою профессиональную карьеру, — в «Фортуну» из первого дивизиона Нидерландов. В 2013 году Риксен завершил профессиональную карьеру и продолжил играть на любительском уровне в команде «Минор» из деревни Нют, которую тренирует его брат.

### В сборной
Выступал за юношескую сборную Нидерландов (до 18 лет). В 2001 году дебютировал в составе национальной сборной Нидерландов в матче против Испании. Всего в 2001—2003 году провёл 12 матчей за сборную.

## Характер и личная жизнь
Был известен буйным характером. В «Рейнджерс» у него была драка с Андреем Канчельскисом, а в «Зените» Риксен подрался прямо во время товарищеского матча против испанской «Малаги» с одноклубником Владиславом Радимовым. Через несколько месяцев игроки откровенно поговорили и помирились.
Жена — Вероника, дочь — Изабелла (род. 2012).
Риксен заявлял, что на протяжении всей карьеры у него были проблемы с алкоголем и он провёл шесть недель в реабилитационном центре.

## Болезнь и смерть
В октябре 2013 года заявил, что ему поставлен диагноз боковой (латеральный) амиотрофический склероз.
В январе 2018 года футбольный клуб «Фортуна» установил прижизненный памятник Риксену, расположенный на аллее перед стадионом команды в городе Ситтард. На церемонии открытия присутствовали как многие бывшие партнёры Риксена по различным командам, так и сам футболист.
В мае 2018 года друг и биограф Риксена Винсент де Врис сообщил, что футболист потерял способность говорить. В октябре 2018 года во время пребывания в Шотландии был госпитализирован в больницу из-за боли в груди, а спустя два месяца его перевели из больницы в хоспис в городе Эрдри. Оказался полностью парализован.
9 июня 2019 года Риксен с помощью устройства генерации речи записал обращение о своём прощальном вечере. Мероприятие прошло 28 числа в одном из отелей Глазго. Это не означало, что футболист принял решение прекратить борьбу с неизлечимой болезнью, он собирался продолжать бороться, но не был намерен с этого момента появляться на публике. Скончался утром 18 сентября 2019 года.

## Статистика

### Матчи Риксена за сборную Нидерландов
| Матчи Риксена за сборную Нидерландов | Матчи Риксена за сборную Нидерландов | Матчи Риксена за сборную Нидерландов | Матчи Риксена за сборную Нидерландов | Матчи Риксена за сборную Нидерландов | Матчи Риксена за сборную Нидерландов |
| ------------------------------------ | ------------------------------------ | ------------------------------------ | ------------------------------------ | ------------------------------------ | ------------------------------------ |
| №                                    | Дата                                 | Оппонент                             | Счёт                                 | Голы Риксена                         | Соревнование                         |
| 1                                    | 15 ноября 2000                       | Испания                              | 2:1                                  | —                                    | Товарищеский матч                    |
| 2                                    | 13 февраля 2002                      | Англия                               | 1:1                                  | —                                    | Товарищеский матч                    |
| 3                                    | 27 марта 2002                        | Испания                              | 1:0                                  | —                                    | Товарищеский матч                    |
| 4                                    | 19 мая 2002                          | США                                  | 2:0                                  | —                                    | Товарищеский матч                    |
| 5                                    | 21 августа 2002                      | Норвегия                             | 1:0                                  | —                                    | Товарищеский матч                    |
| 6                                    | 7 сентября 2002                      | Беларусь                             | 3:0                                  | —                                    | Чемпионат Европы 2004 (отбор)        |
| 7                                    | 16 октября 2002                      | Австрия                              | 3:0                                  | —                                    | Чемпионат Европы 2004 (отбор)        |
| 8                                    | 20 ноября 2002                       | Германия                             | 3:1                                  | —                                    | Товарищеский матч                    |
| 9                                    | 12 февраля 2003                      | Аргентина                            | 1:0                                  | —                                    | Товарищеский матч                    |
| 10                                   | 29 марта 2003                        | Чехия                                | 1:1                                  | —                                    | Чемпионат Европы 2004 (отбор)        |
| 11                                   | 2 апреля 2003                        | Молдова                              | 2:1                                  | —                                    | Чемпионат Европы 2004 (отбор)        |
| 12                                   | 30 апреля 2003                       | Португалия                           | 1:1                                  | —                                    | Товарищеский матч                    |

Итого: 12 матчей / 0 голов; 9 побед, 3 ничьи, 0 поражений.

## Достижения
- Чемпион Шотландии (2): 2002/03, 2004/05
- 2-е место в чемпионате Шотландии (3): 2000/01, 2001/02, 2003/04
- 3-е место в чемпионате Шотландии: 2005/06
- Обладатель Кубка Шотландии (2): 2001/02, 2002/03
- Обладатель Кубка шотландской лиги (3): 2000/01, 2002/03, 2004/05
- Чемпион России: 2007
- Обладатель Суперкубка России: 2008
- Обладатель Кубка УЕФА: 2007/08
- Обладатель Суперкубка УЕФА: 2008